# KCRE-FM
Koordinaten: 41° 45′ 35″ N, 124° 11′ 28″ W
KCRE oder KCRE-FM (Branding: „Star 94.3“, Slogan: „Hits & Favorites“) ist ein US-amerikanischer Hörfunksender mit einem Adult Contemporary-Sendeformat aus Crescent City im nördlichen US-Bundesstaat Kalifornien. KCRE sendet auf der UKW-Frequenz 94,3 MHz. Eigentümer und Betreiber ist die Bicoastal Media Licenses II, LLC.

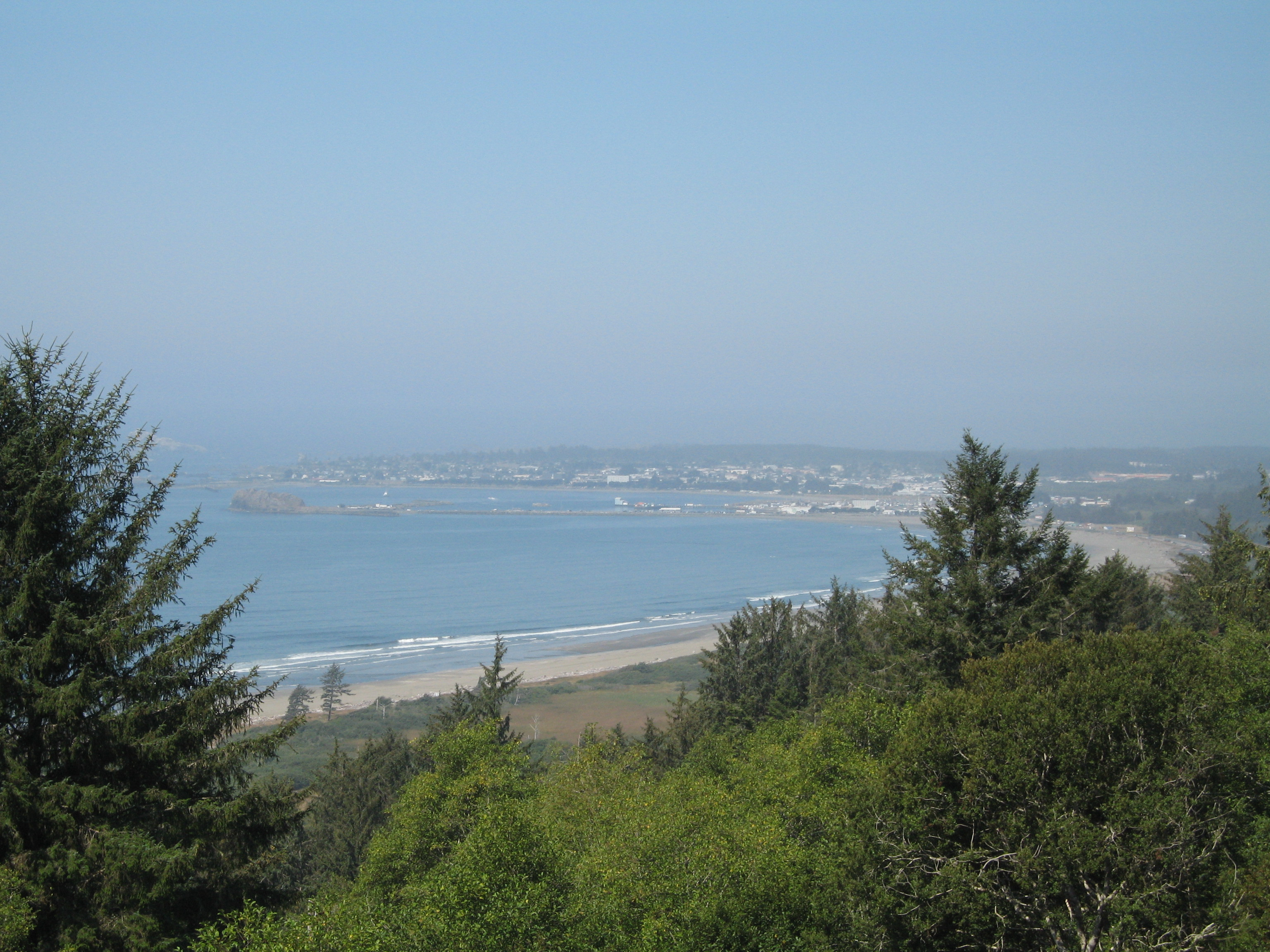
Crescent City, Kalifornien